# Partidul Național Liberal-Tătărăscu
Partidul Național Liberal-Tătărăscu (PNL-T) a fost un partid politic român scindat din Partidul Național Liberal (PNL). Acesta a fost activ între anii 1944 și 1948. În 1946, a participat la alegerile generale, în cadrul cărora a participat de asemenea și Partidul Comunist Român (PCR). Partidul Național Liberal-Tătărescu (PNL-T) a făcut parte din așa-zisul Bloc al Partidelor Democrate (BPD) care a câștigat alegerile parlamentare de atunci. Sub conducerea lui Petre Bejan, partidul a participat ultima dată la alegeri în cadrul alegerilor legislative din 1948, reușind să intre în parlament cu 7 parlamentari. A fost desființat și interzis ulterior de comuniști în 1950.